# Liễu Bắc
Liễu Bắc (chữ Hán giản thể:柳北区, bính âm: Liǔběi Qū, âm Hán Việt: Lưu Bắc khu) là một quận thuộc địa cấp thị Liễu Châu, khu tự trị dân tộc Choang Quảng Tây, Cộng hòa Nhân dân Trung Hoa. Quận Liễu Bắc có diện tích 282 km², dân số năm 2002 là 320.000 người. Về mặt hành chính, quận Liễu Bắc được chia thành 8 nhai đạo: Tước Nhi Sơn, Cương Thành, Bạch Lộ, Liễu Trường, Thắng Lợi, Cẩm Tú, Giải Phóng, Nhã Nho và 3 trấn: Trường Đường, Sa Đường, Thạch Bia Bình.